# 윌리 딕슨
윌리엄 제임스 딕슨(영어: William James Dixon, 1915년 7월 1일 ~ 1992년 1월 29일)은 미국의 블루스 음악가, 보컬리스트, 작곡가, 편곡가이자 음반 프로듀서였다. 콘트라베이스와 기타 연주에 능했으며, 독특한 음색으로 노래를 불렀지만, 무엇보다도 그 시대를 대표하는 가장 다작의 작곡가 중 한 사람으로 잘 알려져 있다. 머디 워터스 다음으로, 딕슨은 제2차 세계 대전 이후 시카고 블루스 사운드를 형성하는 데 있어 가장 영향력 있는 인물로 평가받는다.
딕슨은 그 어떤 블루스 뮤지션들보다 명곡들을 많이 쏟아낸 인물이다. 에릭 클랩튼이 리메이크했던 〈Hoochie Coochie Man〉이나 레드 제플린이 히트시킨 〈You Shook Me〉, 〈I Can't Quit You Baby〉, 제프 벡의 〈I Ain't Superstitious〉, 포거트의 〈I Just Want To Make Love to You〉, 크림의 〈Spoonful〉 등이 모두 윌리 딕슨의 작품들이다.
딕슨은 블루스와 로큰롤을 잇는 중요한 연결 고리 역할을 했으며, 1950년대 후반에는 리틀 월터, 척 베리, 보 디들리와 함께 작업했다. 1960년대에는 그의 곡들이 수많은 록 아티스트들에 의해 편곡되어 연주되었다. 그는 그래미 어워드를 수상했으며, 블루스 명예의 전당, 로큰롤 명예의 전당, 송라이터 명예의 전당에 모두 헌액되었다.

## 생애
윌리 딕슨은 1915년 7월 1일, 미시시피주 빅스버그에서 태어났다. 1936년에는 아마추어 권투선수로도 활약했고 파이브 브리지스, 포 점프스 오브 자이브 등의 그룹에서 더블베이스를 연주하다가 1946년부터 1952년까지 빅 트리 트리오와 함께 블루스 앤드 하모니를 연주했다.
그 그룹이 해체되자 체스 레코드 전속으로 일하며 음악가들과 레코드 회사 사이의 중개자 역할을 맡았다. 하지만 1992년 1월 29일 윌리 딕슨은 자택에서 심장마비로 세상을 떠났다.

## 음반 목록

### 정규 음반
- 1959년 Willie's Blues
- 1960년 Blues Every Which Way
- 1960년 Songs of Memphis Slim and "Wee Willie" Dixon
- 1962년 Memphis Slim and Willie Dixon at the Village Gate
- 1963년 In Paris: Baby Please Come Home!
- 1970년 I Am the Blues
- 1971년 Willie Dixon's Peace?
- 1973년 Catalyst
- 1976년 What Happened to My Blues
- 1983년 Mighty Earthquake and Hurricane
- 1985년 Willie Dixon: Live (Backstage Access)
- 1988년 Hidden Charms
- 1989년 Ginger Ale Afternoon
- 1990년 The Big Three Trio
- 1993년 Willie Dixon's Blues Dixonary
- 1995년 The Original Wang Dang Doodle: The Chess Recordings
- 1996년 Crying the Blues: Live in Concert
- 1998년 Good Advice
- 1998년 I Think I Got the Blues
- 2001년 Big Boss Men: Blues Legends of the Sixties
- 2008년 Giant of the Blues

## 윌리 딕슨의 블루스 천국
윌리 딕슨의 블루스 천국은 미국 일리노이주 시카고에 있는 전시관 겸 공연장이다. 세계 2차 대전 이후 큰 인기를 끌었던 시카고 블루스의 거장 윌리 딕슨을 기리기 위해 세워졌다.
미시간 거리 남쪽 2120에 자리를 잡고 있다. 윌리 딕슨의 블루스 천국이 처음 문을 연 것은 1997년이다.
그러나 2120번지에 있는 건물의 역사는 그보다 훨씬 오래 전부터 이어져 왔다. 특히 이 건물은 20세기 중반까지 블루스와 로큰롤 역사에 중요한 위치를 차지하고 있는 체스 레코드가 있었던 곳이다.
머디 워터스를 시작으로 리틀 월터와 하울링 울프 등 블루스 계의 전설적인 가수들이 이곳에서 음반을 녹음했다. 윌리 딕슨도 이곳에서 많은 노래를 녹음한 것으로 알려졌다.
전설적인 록밴드 롤링 스톤스이 건물을 소재로 한 〈2120 South michigan〉이라는 노래를 발표하기도 했다. 1997년 이 건물을 윌리 딕슨의 미망인이 사들인 뒤 기증했다.
가족의 뜻에 따라 건물은 블루스 음악에 관한 자료를 전시하는 전시관과 공연장으로 탈바꿈했다.
주요 전시물은 블루스 음악 역사에서 큰 획을 그은 가수들의 음반과 그들이 직접 사용했던 녹음실 등이다. 전시물 숫자가 많지는 않지만 건물 자체와 녹음실 등 공간 자체가 큰 의미를 지닌 장소이기도 하다.
딕슨이 직접 공연할 때 입었던 의상과 소품도 보관돼 있다. 건물 외부에는 음악 공연을 할 수 있는 윌리 딕슨의 블루스 정원이 마련돼 있다.